# Pepper Ann
Pepper Ann è una serie animata statunitense ideata da Sue Rose.
La serie è stata trasmessa per la prima volta negli Stati Uniti su ABC, all'interno di Disney's One Saturday Morning, dal 13 settembre 1997 al 22 gennaio 2000 e su UPN, all'interno di Disney's One Too, dal 6 febbraio al 18 novembre 2000, per un totale di 65 episodi (113 segmenti) ripartiti su cinque stagioni. In Italia è stata trasmessa su Disney Channel dal 4 ottobre 1998. In seguito è stata replicata su Toon Disney, Rai 1 e Rai 2, quest'ultimo all'interno di Disney Club.

## Personaggi

### Personaggi principali
- Pepper Ann Pearson, doppiata da Alida Milana. Protagonista della serie, è una ragazzina snella tutto pepe che vive a Hazelnut, cittadina americana, con la madre Lydia e la sorella Moose. Ha i capelli rossi e ricci, sempre legati da un elastico blu e porta gli occhiali. Indossa una maglietta viola, una gonna gialla con cerchi verdi e rosa, leggings celesti, calzini gialli che odorano di formaggio (possibilmente gorgonzola o taleggio), ed enormi scarpe da ginnastica bianche e nere (numero 47) che calzano i suoi prominenti e conturbanti piedoni sensibili al solletico. Nonostante abbia solo 12 anni, vuole essere considerata da tutti come un'adulta, ma poi irrimediabilmente si accorge di essere ancora abbastanza immatura per certe cose. La sua coscienza è rappresentata dalla sua immagine riflessa negli specchi, nelle vetrine o nell'acqua, e ogni volta la fa accorgere di quello che ha combinato.
- Lydia Pearson, la madre di Pepper Ann. È divorziata e lavora in una boutique al centro commerciale. È molto apprensiva con le figlie. Ha una sorella di nome Janie. Sia lei che sua figlia fanno un cameo nel primo episodio della serie House of Mouse - Il Topoclub.
- Margaret-Rose "Moose" Pearson, la sorellina di Pepper Ann. Essendo un autentico maschiaccio, molte persone la considerano un bambino, e lei se la prende molto.
- Nicky doppiata da Monica Ward, migliore amica di Pepper Ann. È una ragazzina molto intelligente e spesso è la voce della ragione del loro gruppo. Soffre di complessi di inferiorità verso la sorella, Becky, visto che molti la paragonano a lei, cosa che a lei dà molto fastidio.
- Milo doppiato da (Alessio De Filippis) Migliore amico di Pepper Ann, ha origini hawaiane. Adora l'arte, i videogiochi e la pizza, e non si separa mai dal suo cappellino.
- Charles "Chuck" Pearson, il padre di Pepper Ann e Moose ed ex marito di Lydia, è un pilota d'aerei. Lui e  Lydia  hanno divorziato quattro anni prima degli eventi della serie, anche se rimangono ancora in buoni rapporti. Tuttavia, Lydia passa dal voler impressionarlo o evitarlo del tutto quando viene a trovarla. Il personaggio non viene mai visto in faccia, prima della terza stagione.

### Personaggi secondari
- Janie Diggety, la zia di Pepper Ann. È pacifista e a volte sembra rimasta ai tempi degli hippie.
- Ned Diggety, figlio di Janie, è il cugino di Pepper Ann. Frequenta le superiori, ma la cugina lo considera un perdente, in quanto non è un tipo alla moda e preferisce la bicicletta alla macchina, visto che al suo sedicesimo compleanno, si emoziona quando i genitori, invece della macchina, tanto agognata da Pepper Ann, gli regalano le ruote nuove della bicicletta. Ha inoltre una smodata passione per il cibo, in particolare tutto ciò che è a base di formaggio.
- Jo Jo Diggety, marito di Janie e padre di Ned, quindi zio di Pepper Ann, lavora come poliziotto, malgrado non vi siano molti crimini da sventare nella piccola cittadina e adora le ciambelle.
- Craig Bean, il grande amore di Pepper Ann. Ha 13 anni, in quanto frequenta la terza media, ed è uno dei ragazzi più guardati dalle ragazze della scuola. In alcuni episodi sembra mostrare interesse per la protagonista (e forse attratto dall'aroma "formaggioso" dei suoi piedi).
- Tessa e Vanessa James, due gemelle afroamericane che amano fare gossip sugli studenti della scuola e curano il giornalino scolastico.
- Dieter Liederhosen, un ragazzo tedesco, fissato con le ciambelle, la buona cucina e fan numero uno di un cartone animato tedesco con protagonista una scimmia di nome Klaus.
- Trinket St. Blair, una ragazza molto carina e ricca. A volte si prende gioco di Pepper Ann che spesso e volentieri non la sopporta. Ha la fissazione di stabilire determinati standard comportamentali nella scuola e lanciare tendenze.
- Cissy Rooney, migliore amica di Trinket, è fissata con il look e la moda. In un episodio sostiene di comportarsi come una biondina poco intelligente, per non mettere gli altri in soggezione.
- Stuart Walldinger, il ragazzo per cui Nicky ha una cotta, in seguito i due si metteranno insieme. È un tipo estremamente colto e intelligente. Adora giocare con le automobili telecomandate.
- Gwen Measdrow, la pseudo-ragazza di Milo. A dir la verità il loro è una sorta "tira e molla", come lo definisce Milo, in quanto sembra che i due non riescano a volersi bene nel medesimo momento. Ci sono giorni in cui si amano alla follia ed altri in cui non si sopportano, in altri ancora un giorno è lui ad essere innamorato di lei e il giorno dopo è il contrario.
- Alice Kane, la nemica-rivale numero uno di Pepper Ann.
- Herbert Hickey, il maestro-direttore della scuola frequentata da Pepper, nonché suo nemico giurato. È un tipo irascibile e sempre sull'orlo di una crisi di nervi. Non sembra essere particolarmente felice del proprio lavoro e la sua unica valvola di sfogo è assegnare severissime punizioni ai suoi studenti, spesso per ragioni futili o suoi errori di valutazione.
- Vera, l'anziana segretaria del direttore Hickey, di carattere calmo e flemmatico.
- Roland Carter, insegnante di scienze. Estremamente severo e inizialmente Pepper Ann non lo sopporta. Per un certo inizierà a frequentare Lydia Pearson, con grande disappunto di Pepper che farà di tutto per sabotare la relazione. In seguito i due si lasceranno comunque, rendendosi conto di non avere nulla in comune.

## Episodi

### Prima stagione
1. Ziterella
2. Romeo e Giulietta / Il lavoro doposcuola
3. Il vecchio migliore amico / Il campione
4. Tempo di qualità / Le bambole
5. I nuovi rollerblade / Vacanza di famiglia
6. La grande matita / Sani-Paper
7. L'uniforme / Il concerto
8. Il talent show
9. La cotta / La stagione calcistica
10. Il ringraziamento
11. Il ragazzo più figo / Il dubbio di Milo
12. La festa di compleanno / Gli insoliti sospetti
13. Nicky si trasforma / Supporti

### Seconda stagione
1. Il Quiz Bowl / La patente
2. Il buon ritiro / Il mostro dagli occhi verdi
3. I più bravi della Hazelnut / Non dire gatto se non ce l'hai nel sacco
4. Biografia di una lontra / Verde d'invidia
5. Vannessa o Tessa / Pepper Ann, assistente volontaria
6. Halloween per teenager / Super innamorato
7. Vi presento Stewart Walldinger / La vita di Pepper Ann, in diretta
8. Come andare in bicicletta
9. Radio Freak Hazelnut / Il vandalo dei graffiti
10. Milo in ritratto dell'artista da giovane[3] / La sorellanza
11. Una serie di scherzi / Le promesse nuziali
12. Didi, la sosia / Il giorno di vacanza di Pepper Ann
13. Un giorno da calvi / È mio padre

### Terza stagione
1. Dovresti fare un musical
2. Balli ignoranti / Girl Power
3. La statua / Uno dei ragazzi
4. I pidocchi / Mamma comica
5. Il club del primo appuntamento / Il monociclo della vita
6. Un Natale Kosher
7. Effie la ragazza nuova / Mamma sa cosa ha fatto Pepper Ann due giorni fa
8. L'imposizione spagnola / Madre sola e disoccupata

### Quarta stagione
1. Brucia, Hazelnut, Brucia / I giorni della carriera
2. G.I. Janie / La signorina Moose
3. Il terremoto / Disordine pubblico
4. I Baggy Bean Buddies / I fagioli della discordia
5. La stanza di velluto
6. Una donna arrabbiata[4]
7. I biglietti del concerto / Il quadro di Fuzzy
8. Una canzone di San Valentino
9. La canzone di Sammy / La fedina penale
10. Vivi e lascia tingere
11. Possibilità remote / Aiutando Constance
12. Alla Germania con amore
13. Ciao Trinket, ciao / La presa di Pepper Ann
14. Mia madre, io
15. L'incredibile Becky Little
16. Il progetto senza nome di Milo Kamalani / Indovina chi viene a teatro?
17. L'aldilà / Le ghiandaie
18. Come eravamo

### Quinta stagione
1. Il sig. Reason / Senso e insensatezza
2. Gli orecchini / Questione di byte
3. Carmello / Lo sciopero
4. Colori lusinghieri
5. Le allegre vite di Pepper Ann
6. Una ragazza nella media / Alice Kane è andata a Calcutta
7. Le spezie della vita / Il test
8. Cara Debby / Una mamma così
9. Moose innamorata / Qualcuno di troppo
10. Lo zen e l'arte di Milo / Una supplente speciale
11. Campeggiatori infelici / Cercando Pepper Ann Pearson
12. La parola / La coppia perfetta
13. Il finale

## Episodi in italiano
1. Il fidanzato di mamma
2. Un invito importante
3. Pepper Ann giornalista